# Fiorenzo di Vienne
Fiorenzo di Vienne (fl. IV secolo) fu vescovo di Vienne, venerato come santo dalla Chiesa cattolica.

## Biografia
Nel catalogo dei vescovi di Vienne redatto da Adone nel IX secolo, Fiorenzo appare all'8º posto, tra Paracodes e Lupicino. Storicamente è documentato in una sola occasione, per la sua partecipazione al concilio di Valence nel 374; negli atti conciliari il suo nome appare in prima posizione tra le sottoscrizioni dei vescovi presenti.
Adone tuttavia collocò l'episcopato di Fiorenzo all'epoca degli imperatori del III secolo, da Gordiano II († 238) a Volusiano († 253), facendolo morire martire in esilio. Questo portò alcuni storici successivi a introdurre nel catalogo dei vescovi di Vienne un altro vescovo di nome Fiorenzo, per cui esistevano il Fiorenzo santo del III secolo e il Fiorenzo attestato nel 374.

## Culto
Il culto a Fiorenzo è antichissimo, poiché il suo nome è già compreso nel martirologio geronimiano nel V secolo alla data del 3 gennaio. Cesare Baronio (XVI secolo) introdusse il suo elogio nel Martirologio Romano, recependo le indicazioni riportate da Adone: «A Vienne, in Francia, san Fiorenzo vescovo, il quale, al tempo dell'imperatore Gallieno, mandato in esilio, vi compì il martirio».
La riforma del martirologio voluta dal Concilio Vaticano II ha modificato il suo elogio secondo i dati storici:
(Martirologio Romano. Riformato a norma dei decreti del Concilio ecumenico Vaticano II e promulgato da papa Giovanni Paolo II, Città del Vaticano, 2004, p. 108)